# Ambositra (stad)
Ambositra is de hoofdstad van de regio Amoron'i Mania in Madagaskar. De stad telt 30.434 inwoners (2005).

## Geschiedenis
Tot 1 oktober 2009 lag Ambositra in de provincie Fianarantsoa. Deze werd echter opgeheven en vervangen door de regio Amoron'i Mania. Tijdens deze wijziging werden alle autonome provincies opgeheven en vervangen door de in totaal 22 regio's van Madagaskar.

## Galerij

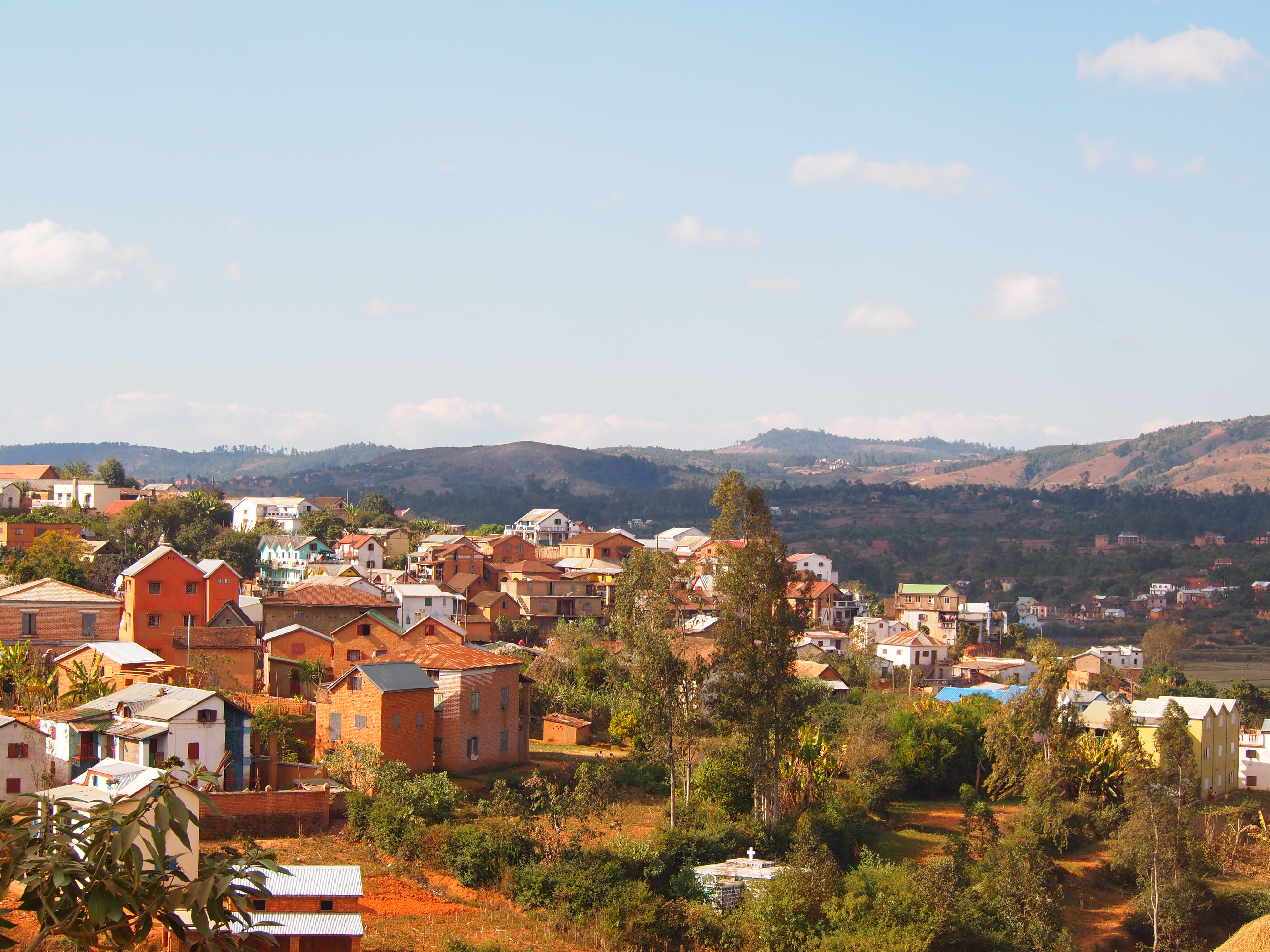
Zicht over Ambositra
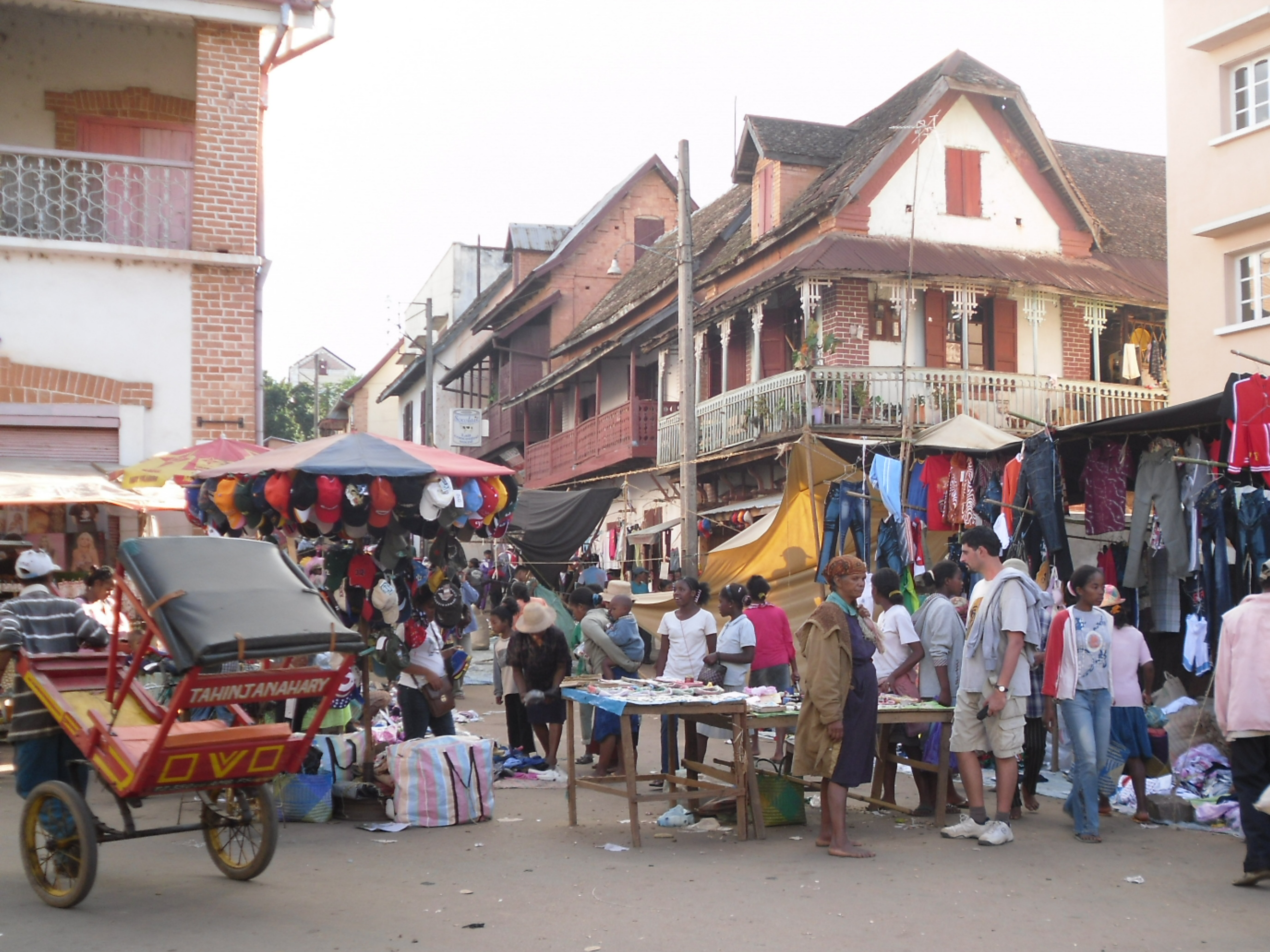
De binnenstad
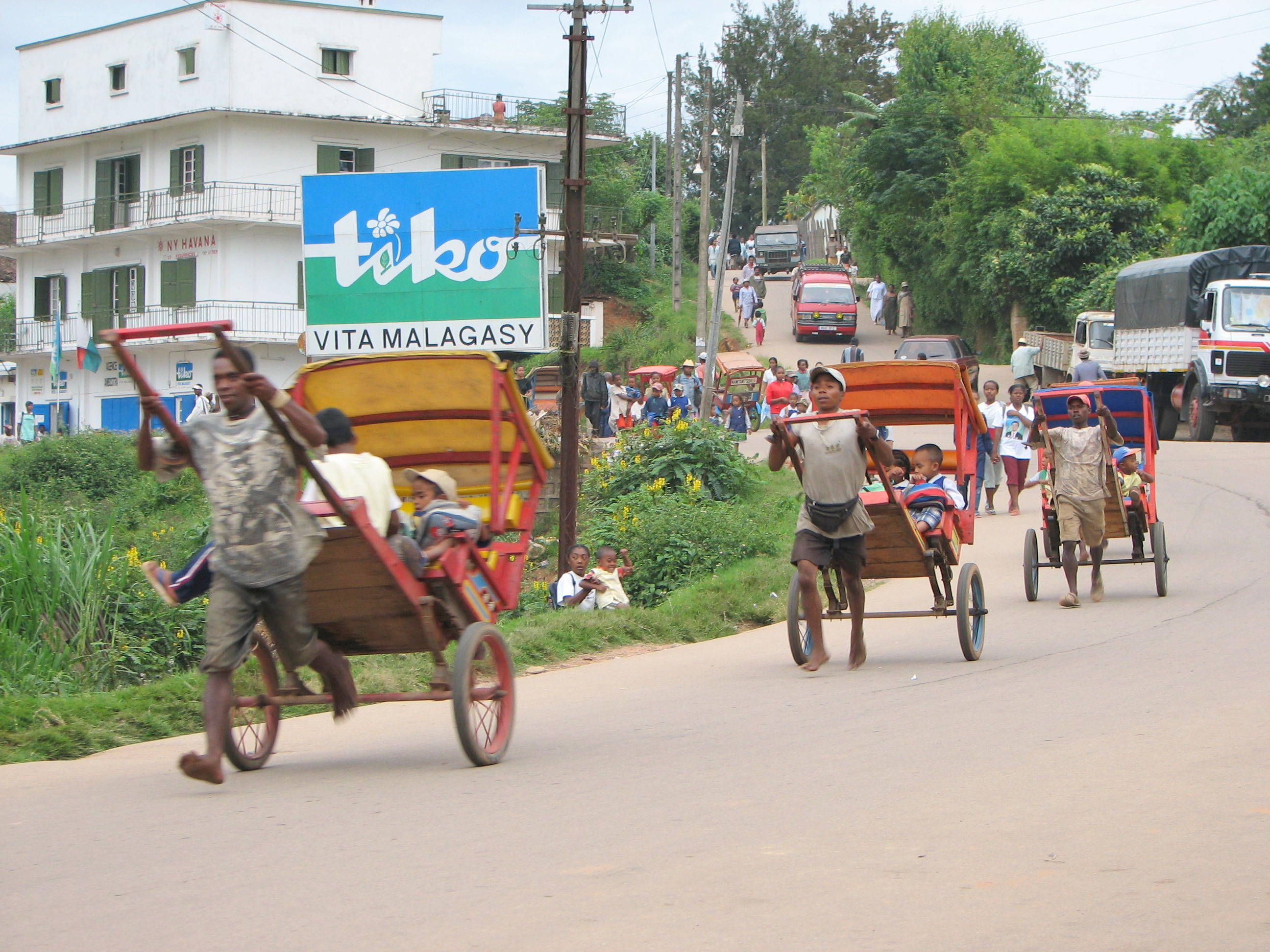
Riksja

- Library of Congress Control Number: n78019022
- Nationale Bibliotheek van Israël: 987007561962805171
- Système universitaire de documentation: 140832688
- Virtual International Authority File: 133214421